# Mistrzostwa Świata w Gimnastyce Artystycznej 1981
10. Mistrzostwa Świata w Gimnastyce Artystycznej odbyły się w dniach od 17 do 20 października 1981 roku w Monachium. Zawody zostały zdominowane przez Bułgarki, które wywalczyły pięć złotych medali.

## Tabela medalowa
| Miejsce | Państwo        | Złoto | Srebro | Brąz | Razem |
| ------- | -------------- | ----- | ------ | ---- | ----- |
| 1       | Bułgaria       | 5     | 7      | 2    | 14    |
| 2       | ZSRR           | 1     | 1      | 1    | 3     |
| 3       | Czechosłowacja | 0     | 0      | 1    | 1     |

## Medalistki
| Konkurencja:              | Złoto:           | Srebro:                       | Brąz:            |
| Układy indywidualne       |                  |                               |                  |
| wielobój indywidualnie    | Anelia Ralenkowa | Lilia Ignatowa Iliana Raeva   |                  |
| ćwiczenia ze skakanką     | Lilia Ignatova   | Anelia Ralenkova              | Iliana Raeva     |
| ćwiczenia z obręczą       | Lilia Ignatowa   | Iliana Raeva Anelia Ralenkova |                  |
| ćwiczenia z maczugami     | Anelia Ralenkova | Lilia Ignatova                | Irina Devina     |
| ćwiczenia ze wstążką      | Irina Devina     | Iliana Raeva                  | Anelia Ralenkowa |
| Drużynowe układy zbiorowe |                  |                               |                  |
| Konkurs drużynowy         | Bułgaria         | ZSRR                          | Czechosłowacja   |